# Кнау
Кнау (нім. Knau) — громада в Німеччині, розташована в землі Тюрингія. Входить до складу району Заале-Орла. Складова частина об'єднання громад Зенплатте.
Площа — 12,71 км2. Населення становить Невірний параметр metadata 16 075 049 ос. (станом на 31 грудня 2021).

## Галерея

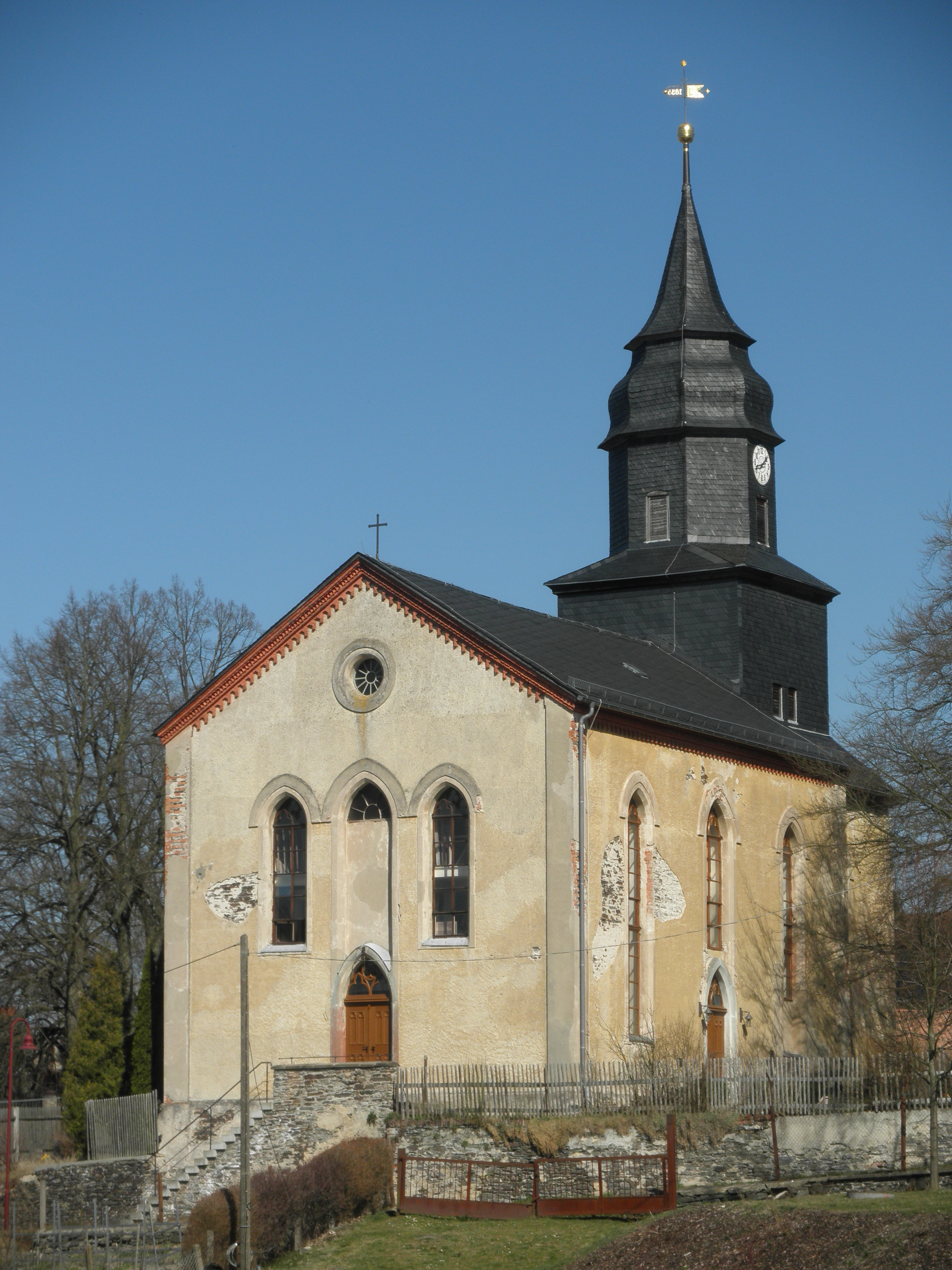